# Jagellonská univerzita
Jagellonská univerzita (polsky Uniwersytet Jagielloński) se nachází v polském Krakově. Byla založena v roce 1364 a je tak druhou nejstarší univerzitou ve střední Evropě (po Univerzitě Karlově v Praze (1348)). Univerzita byla po většinu své historie známa pod jménem Krakovská akademie, ale v 19. století byla přejmenována na Jagellonskou univerzitu podle dynastie polských králů.

## Historie

### Založení univerzity
Univerzita byla založena na popud krále Kazimíra III. Velikého 12. května 1364 pod oficiálním názvem Studium Generale. Po pražské univerzitě (1348) se tak stala druhou vysokou školou ve střední Evropě. Krátce poté vznikly další středoevropské univerzity: Vídeň (1365), Pécs (1367) a Heidelberg (1386).
Krakovská univerzita byla zformována podle vzoru nejstarší evropské univerzity v Bologni. Výuka byla zahájena až v roce 1367 na třech fakultách:
- fakulta svobodných umění (1 katedra)
- lékařská fakulta (2 katedry)
- právní fakulta (8 kateder, z toho 5 práva římského)

K založení nejprestižnější fakulty – teologické nedal souhlas papež Urban V. (stejně tak se stalo i v případě univerzit ve Vídni, Pešti a Erfurtu).
Sídlo univerzity bylo v té době pravděpodobně na Wawelu, v blízkosti samotného krále. Jeho náhlá smrt v roce 1370 a nezájem nástupce Ludvíka I. Uherského způsobily, že univerzitní aktivity byly postupně utlumeny.

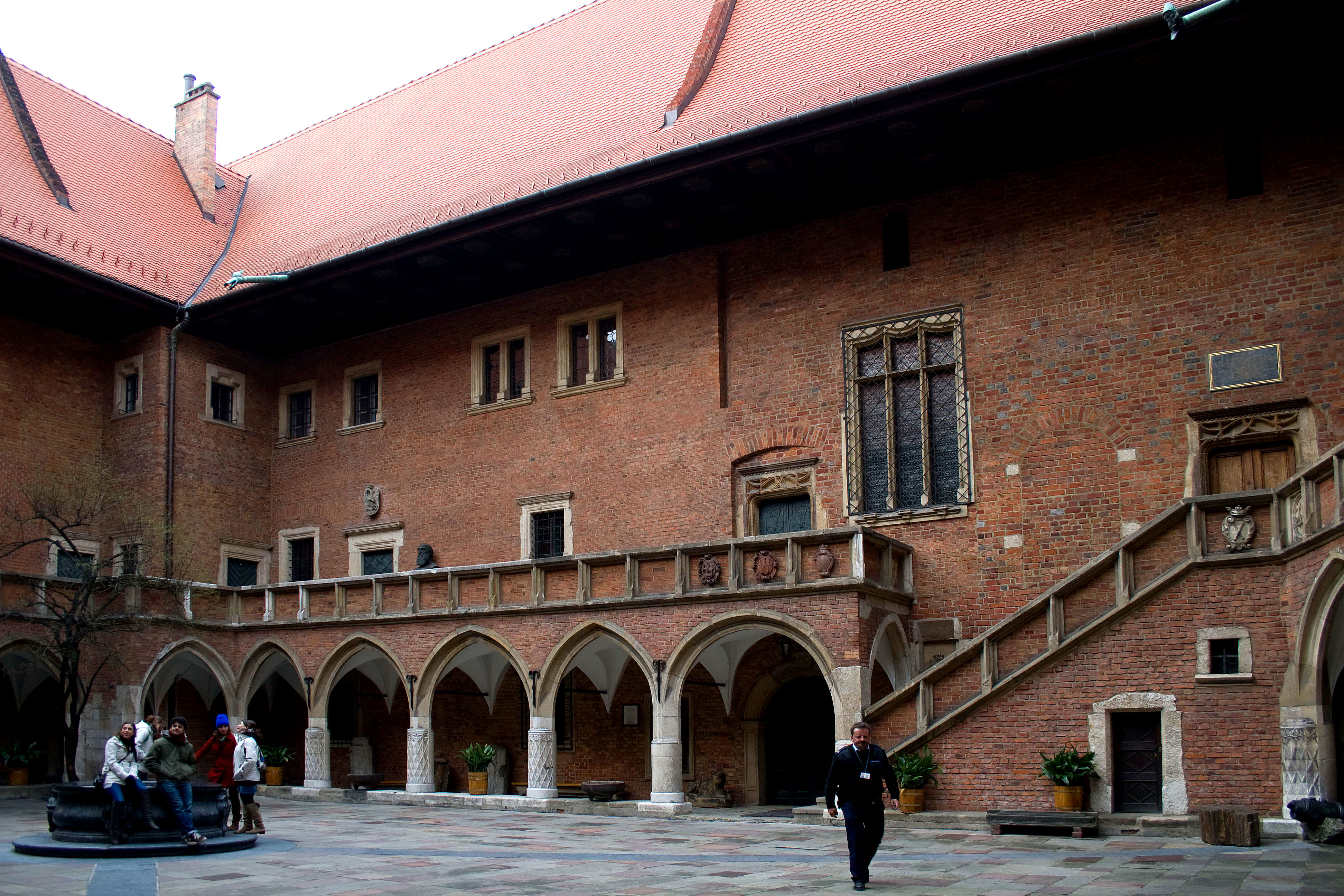
Collegium Maius

K obnovení činnosti došlo teprve za vlády Hedviky z Anjou a Vladislava II. Jagelly (asi kolem roku 1390). Bulou z roku 1397 udělil papež Bonifác IX. škole právo založit teologickou fakultu. V prvních letech pomohla univerzitě výrazně královna Hedvika, která jí ve své závěti zanechala veškerý svůj osobní majetek. Navíc dne 22. července 1400 věnoval král Vladislav univerzitním profesorům budovu Collegium Maius, která se stala hlavním sídlem krakovského vysokého učení.

### Zlatý věk
Celé 15. a počátek 16. století bývá v dějinách univerzity označováno jako „Zlatý věk“. V té době došlo k jejímu největšímu rozvoji a stala se známou po celé Evropě. O významné pozici Krakovské Akademie v evropském měřítku svědčí mj. i fakt, že v letech 1433–1510 pocházelo celých 44 % studentů ze zahraničí.
V roce 1402 také jako první v Evropě založila samostatnou katedru astronomie a matematiky. Mezi slavné absolventy této katedry patří např. Marcin Bylica z Olkuše, jenž byl jedním ze zakladatelů první slovenské univerzity (známé pod názvem Academia Istropolitana, fungovala v letech 1465/1467 – cca 1491) a později také dvorním astrologem uherského krále Matyáše Korvína (v letech 1472–1490), ale především jeden z nejvýznamnějších evropských astronomů Mikuláš Koperník (studoval zde v letech 1491–1495).
Významná byla také delegace členů Krakovské Akademie na kostnickém koncilu (1414–1418). Pozdější rektor Paweł Włodkowic se zde zastával Jana Husa a vystoupil rovněž s traktátem o papežské a císařské moci (Tractatus de potestate papae et imperatoris respectu infidelium), v němž vystupoval proti šíření křesťanství mečem a obhajoval možnost mírového soužití křesťanů a pohanů.

### Soumrak

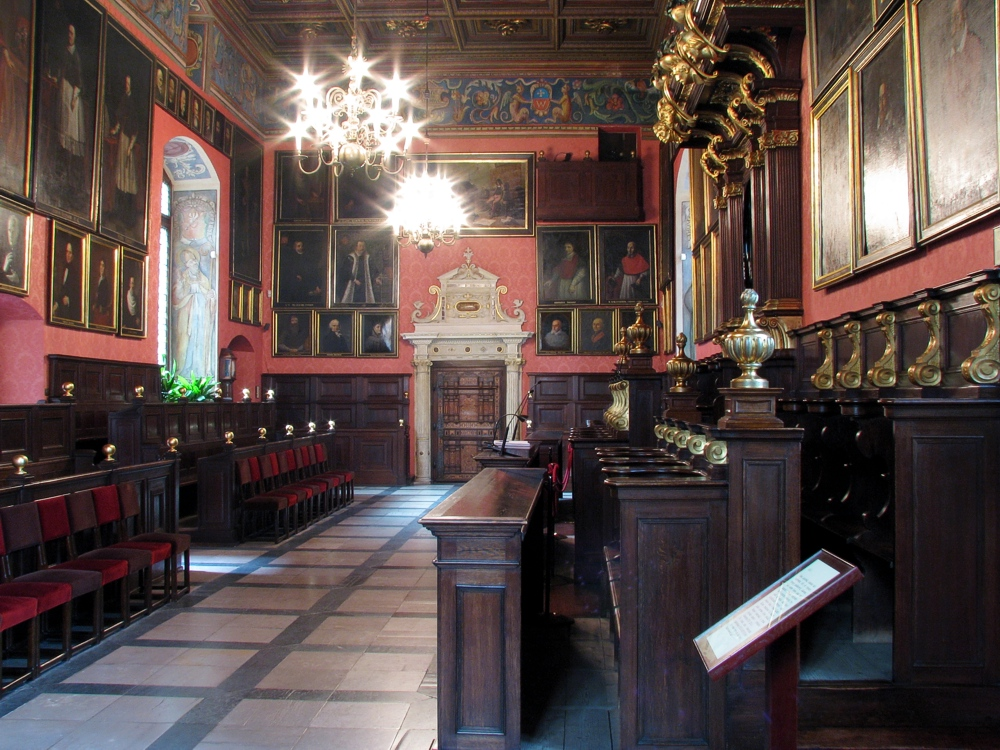
Aula

V první polovině 16. století se Krakovská Akademie postavila proti reformaci. Vědecké práce příslušníků jiných vyznání podléhaly cenzuře a zastánci reformace opouštěli univerzitu i město. Škola tak ztrácí většinu zahraničních studentů, kteří odcházejí jinam (zejm. Padova, Bologna). Zůstávají pouze Poláci a Litevci (VKL), mezi nimiž k nejslavnějším patří Jan Kochanowski, Andrzej Frycz Modrzewski, Marcin Kromer nebo Mikołaj Rej.
V 17. století se rozhodující vliv na univerzitě pokoušeli získat jezuité, podporovaní králem Zikmundem III. Jezuitská scholastika byla uplatňována na úkor moderních vyučovacích metod a škola tak zcela ztratila bývalou mezinárodní prestiž.

### Reforma
V 18. století pomalu končí kritické období. Zavádí se systematická výuka němčiny a francouzštiny, polského práva, geografie a vojenského inženýrství. Další reformy pak přineslo v období osvícenství působení Huga Kołłątaje a organizace Komisja Edukacji Narodowej (osvícenská obdoba ministerstva školství). V té době byla založena univerzitní hvězdárna, botanická zahrada, vznikaly rovněž první laboratoře a fakultní nemocnice. Polština se stává hlavním vyučovacím jazykem.
Krakovská Akademie se také aktivně účastnila v Kościuszkově povstání (1794). Vedení univerzity uvolnilo pro účely povstání téměř všechny své finanční zdroje.

### Období rozděleného Polska
Po třetím dělení Polska v roce 1795 a vstupu rakouských vojsk do Krakova hrozilo univerzitě úplné zastavení činnosti. Teprve intervence některých profesorů ve Vídni umožnila škole další působení, i když dosti omezené. Situace se příliš nezměnila ani po porážce Rakouska ve válce s Francií v roce 1809, kdy se Krakov stal součástí Varšavského vévodství. Velkého významu nabyla univerzita v době tzv. Krakovské republiky v letech 1815–1846 (1848). V tomto období měla velký vliv na státní politiku (mj. měla právo jmenovat tři zástupce do parlamentu a dva do senátu). V roce 1817 byl oficiální název univerzity změněn na Jagellonská univerzita.
Po opětovném přičlenění Krakova k Rakousku v roce 1846 nastalo další období germanizace. Určité ulehčení přišlo teprve po roce 1861, kdy získala Halič v rámci Rakouského císařství autonomii, jež se ještě více rozšířila po vzniku Rakouska-Uherska v roce 1867. V 70. letech 19. století se opět stala hlavním vyučovacím jazykem polština.
V letech 1851 - 1881 zde působil jako profesor německé literatury moravský rodák František Tomáš Bratránek.
Od roku 1897 mohly na univerzitě studovat také ženy, nejprve pouze farmacii. V roce 1918 jim byla zpřístupněna jako poslední i fakulta právní.

### Meziválečné období, 2. světová válka

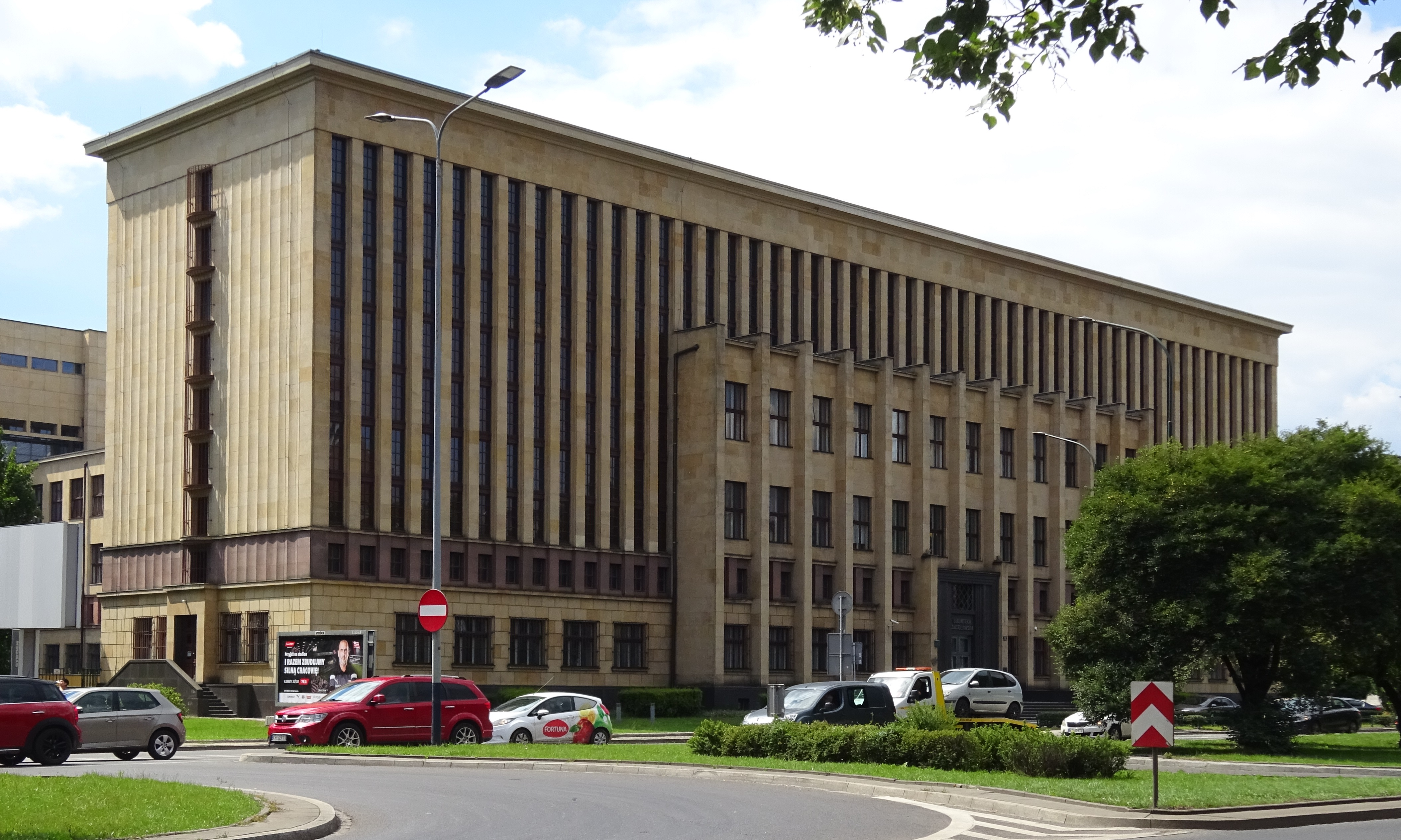
Knihovna

Po získání nezávislosti Polska v roce 1918 se začalo kromě krakovské Jagellonské univerzity a lvovské Univerzity Jana Kazimíra znovu vyučovat také na Varšavské univerzitě a Univerzitě Stefana Báthoryho ve Vilně. Nově vznikly také Katolická univerzita v Lublinu a Univerzita Adama Mickiewicze v Poznani. Pracovníci těchto nových vysokých škol pocházeli převážně z krakovské a lvovské univerzity.
V letech 1931–1939 byla vystavěna nová budova Jagellonské knihovny, jinak však růst školy zbrzdila hospodářská krize. Vzestup antisemitismu vyvrcholil ke konci 30. let, kdy bylo v akademickém roce 1937/1938 zavedeno omezení (numerus clausus) pro studenty židovského původu (univerzitu smělo navštěvovat maximálně 10 % Židů).
Po obsazení Polska Německem, nebyl dán souhlas Němců k zahájení nového školního roku a výuky. V listopadu 1939, bylo zatčeno 184 profesorů, učitelů i zaměstnanců university a studenti, kteří se postavili na odpor. Zatčeni byli i někteří představitelé města. Všichni byli převezeni do Sachsenhausenu. Po mezinárodních protestech a řadě úmrtí hlavně starších profesorů, byla část zatčených nad 40 let věku propuštěna a mladší byli převezeni do KT Dachau. Univerzita, stejně tak jako ostatní školy v Polsku, byla až do konce 2. světové války zavřena.

### Po druhé světové válce
Po osvobození Krakova vojsky RA, pod velením maršála Ivana Štěpanoviče Koněva dne 18.1.1945, i Jagellonská univerzita obnovila postupně svou činnost v plném rozsahu. Vyučovacím jazykem je polština. Na univerzitě studují jak studenti z Polska, tak i studenti z jiných států převážně Evropy.

### Po roce 1989
V roce 1997 na právnické fakultě zahájila činnost první právní klinika v Polsku. Studenti v průběhu studia se názorně a aktivně zapojují do řešení jak školních případů, tak i vypracovávání návrhů řešení, připomínek, podnětů atd., vyplývajících z průběhu soudů jen jako přísedící. V rámci studia pak své návrhy obhajují, diskutují a průběžně i střídají své pozice jako soudce, obhájce, státní zástupce....tím získávají potřebnou zkušenost v jednání a počátky praxe. Jagellonská univerzita si udržuje i v mezinárodním měřítku své nezastupitelné postavení.